# Gustave Bémont
Gustave Bémont (1 de abril de 1857 em Paris, 28 de outubro de 1932 em Paris) é um químico francês.

## Biografia
Trabalhou no final do  século XIX com Pierre e Marie Curie na escola municipal de física e química industrial da cidade de Paris como chefe do trabalho de química da radioatividade e participou da descoberta de elementos radioativos, rádio e polônio.
Em 26 de dezembro de 1898, publicam juntos um artigo nos anais da Academia de Ciências, cujo título é o seguinte: Sobre uma nova substância, altamente radioativa, contida na pechblenda.
Quando ele morreu em 1932, Paul Langevin, Justin Dupont e Hippolyte Copaux fizeram um discurso em homenagem a Gustave Bémont.